# Френдсвил (Пенсилванија)
Френдсвил (енгл. Friendsville) град је у америчкој савезној држави Пенсилванија.

## Демографија
По попису из 2010. године број становника је 111, што је 20 (22,0%) становника више него 2000. године.
| Група             | 2000.       | 2010.       |
| Белци             | 91 (100,0%) | 102 (91,9%) |
| Афроамериканци    | 0 (0,0%)    | 7 (6,3%)    |
| Азијати           | 0 (0,0%)    | 0 (0,0%)    |
| Хиспаноамериканци | 0 (0,0%)    | 0 (0,0%)    |
| Укупно            | 91          | 111         |